# Das Parlament
Das Parlament ist eine politische Zeitung, die erstmals am 19. September 1951 aus Initiative des Bundesinnenministeriums und des Verlags Giradet & Co. in Hamburg erschien. Von 1952 bis 2000 wurde die Zeitung von der Bundeszentrale für Politische Bildung herausgegeben. Seit dem 1. Januar 2001 ist der Deutsche Bundestag Herausgeber. Die verkaufte Auflage beträgt 14.148 Exemplare, ein Minus von 12,9 Prozent seit 1998. Seit 2016 liegt die Auflage jedoch relativ konstant bei circa 14.000.

## Inhalt
Der Schwerpunkt der Zeitung liegt auf der deutschen Innenpolitik. Ungefähr ein Viertel der Ausgaben beschäftigen sich lediglich mit einem Leitthema (Dossier). Der übrige Teil behandelt diverse aktuelle gesellschaftspolitische und historische Themen, die einen Bezug zur Arbeit des Bundestags und der Geschichte der Bundesrepublik Deutschland aufweisen (z. B. 2014: 100 Jahre Erster Weltkrieg). Regelmäßig werden dort auch Buchbesprechungen veröffentlicht. Außerdem werden die Bundestagsdebatten durch den Abdruck der zumeist leicht gekürzten Reden der Bundestagsabgeordneten umfassend dokumentiert.

## Redaktion
Die Mitglieder der Redaktion von Das Parlament sind Verwaltungsangestellte oder Beamte der Bundestagsverwaltung. Sie sind dem Referat Parlamentsnachrichten der Unterabteilung Information und Kommunikation zugeordnet, das auch für den Pressedienst heute im bundestag zuständig ist.
Chefredakteurin war von 2006 bis 2008 Uta Martensen und darauffolgend bis 2010 Saskia Leuenberger. Als Chefredakteur von März 2011 bis Januar 2021 folgte Jörg Biallas. Seit dem 1. Januar 2022 ist Christian Zentner Chefredakteur von Das Parlament.

## Erscheinungsweise
Pro Jahr erscheinen aktuell 27 Ausgaben. Jede Ausgabe der Zeitung erscheint mit der Beilage Aus Politik und Zeitgeschichte (APuZ), die von der Bundeszentrale für politische Bildung herausgegeben wird und die sich jeweils mit einem Generalthema befasst. Zudem erscheint jede Ausgabe der Zeitung mit der Beilage leicht erklärt!, die in Leichter Sprache ein ausgewähltes Thema darstellt.
Sie erschien montags nach Plenarwochen des Bundestages sowie an einzelnen Montagen während der sitzungsfreien Zeit. Seit dem 23. September 2023 erscheint die Wochenzeitung samstags. Die Artikeltexte sind auf der Internetpräsenz abrufbar und es lässt sich ein Archiv der Texte durchsuchen. Darüber hinaus wird seit Herbst 2011 ebenda eine vollwertige elektronische Variante angeboten. Die Publikation als Printmedium bleibt weiterhin bestehen und wird kostenlos abgegeben.

## Auflage
Die verkaufte Auflage ist in den vergangenen 10 Jahren um durchschnittlich 4,5 % pro Jahr gestiegen. Im vergangenen Jahr lag der Anstieg bei 8,9 %. Sie beträgt gegenwärtig 14.148 Exemplare. Der Anteil der Abonnements an der verkauften Auflage liegt bei 42,2 Prozent. Die verbreitete Auflage lag im vierten Quartal 2018 mit 53.693 Stück deutlich höher.
| 1998  | 1999  | 2000  | 2001  | 2002  | 2003  | 2004  | 2005  | 2006  | 2007  | 2008  | 2009  | 2010 | 2011 | 2012 | 2013 | 2014 | 2015  | 2016  | 2017  | 2018  | 2019  | 2020  | 2021  | 2022  | 2023  | 2024  |
| ----- | ----- | ----- | ----- | ----- | ----- | ----- | ----- | ----- | ----- | ----- | ----- | ---- | ---- | ---- | ---- | ---- | ----- | ----- | ----- | ----- | ----- | ----- | ----- | ----- | ----- | ----- |
| 16250 | 15621 | 14776 | 14495 | 14114 | 13352 | 11797 | 11561 | 11477 | 11214 | 10846 | 10487 | 9999 | 9778 | 9612 | 9593 | 9132 | 11344 | 14267 | 14375 | 14430 | 14402 | 13798 | 13501 | 13136 | 12991 | 14148 |